# 夜明け前/チョコレート
『夜明け前／チョコレート』（よあけまえ/-）は、日本のバンドDOESの9枚目のシングルである。2010年2月17日発売。発売元はキューンレコード。

## 概要
- 2度目の両A面シングル。「チョコレート」はMary'sショートムービー「トーキョーチョコレート」主題歌。
- ジャケットでは、「夜明け前」は「PREDAWN」、「薄明」は「TWILIGHT」と英訳したものになっている。
- カップリングの「薄明」はインディーズ時代のリテイクバージョン。

## 収録曲
1. 夜明け前 (3:49)
2. チョコレート (3:44)
3. 薄明 (5:52)

全作詞・作曲：氏原ワタル　編曲：DOES